# Physical Review
Physical Review représente un ensemble de journaux scientifiques de haut niveau édité par l'American Physical Society.

## Histoire
Le premier numéro de Physical Review est paru en juillet 1893.
Au cours de son histoire, le journal a changé de nom :
- Physical Review Series I, 35 volumes, 1893-1912  (ISSN 0031-899X)[1]
- Physical Review Series II, 188 volumes, 1913-1969  (ISSN 0031-899X)[1]

À partir de 1970, le journal a été scindé en différents journaux :
- Physical Review A est consacré à l'optique physique, la physique atomique et moléculaire, et l'information quantique, 1970-en cours  (ISSN 1050-2947)[2]
- Physical Review B est consacré à la physique de la matière condensée, 1970-en cours  (ISSN 1098-0121)[3]
- Physical Review C est consacré à la physique nucléaire, 1970-en cours  (ISSN 0556-2813)[4]
- Physical Review D est consacré à la physique des particules, la théorie des champs, la gravitation et la cosmologie, 1970-en cours  (ISSN 1550-7998)[5]
- Physical Review E est consacré à la physique statistique et la physique de la matière molle, 1993-en cours  (ISSN 1539-3755)[6]

Chacun de ces journaux publie deux volumes par an, chacun couvrant six mois. Ils se composent de six numéros pour Physical Review A, C et E et douze numéros pour Physical Review B et D. Les volumes permettent ainsi de repérer l'année de parution : 1 et 2 correspondent à 1970, 3 et 4  à 1971, et ainsi de suite. Pour harmoniser les numéros des volumes, le premier volume de Physical Review E, publié au premier semestre 1993, porte le numéro 47, comme les volumes des autres journaux publiés à la même époque.
Autres publications :
- Reviews of Modern Physics, 1929-en cours  (ISSN 0034-6861)[7]
- Physical Review Letters, 1958-en cours  (ISSN 0031-9007)[8]
- Physical Review Focus, 1998-en cours  (ISSN 1539-0748)[9]. Cette publication offre une sélection d'articles pédagogiques en libre accès de Physical Review A à E et Physical Review Letters pour un public d'étudiants et de chercheurs.
- Physical Review Special Topics: Accelerators and Beams, 1998-en cours  (ISSN 1098-4402)[10]
- Physical Review Special Topics: Physics Education Research, 2005-en cours  (ISSN 1554-9178)[11]
- Physics, 2008-en cours  (ISSN 1943-2879)[12]